# Пърнарова къща
Къщата на Пърнарови (на македонска литературна норма: Куќата на Прнарови) е възрожденска къща в град Велес, Република Македония. Сградата е обявена за значимо културно наследство на Република Македония в 1964 година.

## История
Къщата е разположена в Пърцорек, на улица „Йован Наумов Алабакот“ № 3. Изградена е около 1868 година в местността Варналиите заедно със съседните Тренчова (№ 5), Чокалова (№ 7) и Паунова къща (№ 12), с които формира впечатляващ комплекс.

## Архитектура
Сградата е на три нива и има специфична форма на основата. Павираният двор на приземния етаж е отворено пространство, свързано с улицата. Централно място в архитектурното решение заема чардакът, който обхваща всички стаи. На втория етаж доминират големи прозорци и издадени стрехи с декоративни елементи от флората и фауната, които завършват на покрива.
Фасадата на къщата е реновирана и се отличава с еркерно издадени етажи.